# Natri dodecylbenzenesulfonat
Sodium dodecylbenzenesulfonate là một nhóm các hợp chất hữu cơ có công thức hóa học C12H25C6H4SO3Na. Các tên khác Sodium Dodecyl benzenesulfonate; LABSA Sosium salt; Sodium dodecylphenylsulfonate; Dodecyl benzenesulfonic acid, Sodium salt; Natriumdodecylbenzolsulfonat; Dodecilbencenosulfonato de sodio; Dodécylbenzènesulfonate de sodium; Sodium Linear Alkylbenzene solfonate; Chất này có dạng lỏng, sệt màu vàng nhạt.

## Ứng dụng
LABSA là chất hoạt động bề mặt anion. Nó dễ bị phân hủy nên đảm bảo không gây ô nhiễm môi trường. Nó được ứng dụng chủ yếu làm các chất tẩy rửa như: bột giặt, xà phòng, nước rửa chén...
LABSA còn được sử dụng làm chất gắn kết, chất nhũ hóa trong thuốc diệt cỏ.